# Георги Момеков
Георги Цвятков Момеков (Филип) е български комунистически деец, офицер, генерал-полковник, заслужил деятел на физическата култура (1964).

## Биография
Роден е на 15 или 25 юли 1914 г. в Панагюрище или на 23 август. Първоначално учи в гимназия в родния си град, откъдето е изключен през ноември 1933 г. След това се записва в гимназията в Ихтиман. Там е член на ръководството на РМС. През юни 1934 г. се премества в гимназията в Пазарджик, която завършва през юни 1936 г. От 1931 г. е член на БКМС, а в гимназията е секретар на съюза. От 1934 г. е член на БКП. В периода 1936 – 1943 г. е секретар на ОК на БКП в Панагюрище. От юни 1936 до март 1938 г. е работник в дърводелска фабрика в Панагюрище. Между март 1938 и октомври 1939 г. учи в Школата за запасни офицери, като е уредник-школник в двадесет и седми пехотен чепински полк. След това до юни 1940 г. отново работи като дърводелец. От юни 1940 до октомври 1942 г. е книговодител в кооперация „Напредък“. Арестуван през септември 1942 г. поради провал на организацията на БКП, но след това освободен поради липса на доказателства за съпричастност. В резултат на това уволнен от работа. През октомври 1942 г. е мобилизиран като командир на взвод 1/62 дружина във Варна. След нов провал излиза в нелегалност през юли 1943 г. и остава в нелегалност до септември същата година. Крие се в село Церово, Пазарджишко. Ръководи бойна група в Панагюрище. Партизанин в партизанска чета „Стефан Караджа“ от октомври 1943 г. След разбиване на четата на 15 февруари, докато той търси храна заедно с други се откъсва от нея до 20 март 1944 г. Тогава е определен за началник-щаб на партизанска бригада „Георги Бенковски“. Според други данни от септември 1943 г. е партизанин в чета „Кочо Чистеменски“, а от 9 септември е командир на чета „Стефан Караджа“.
След 9 септември 1944 г. е помощник-командир на първа дружина на двадесет и седми пехотен чепински полк. Остава на този пост до декември 1944 г. От януари до септември 1945 г. учи в курс за старши офицери във Военното училище в София. Между октомври 1945 и декември 1946 г. е командир на дружина в двадесет и седми пехотен чепински полк. От декември 1946 до октомври 1947 г. е адютант на военния министър. В периода ноември 1947-декември 1948 г. учи курса „Вистрел“ в СССР. Между януари 1949 и февруари 1950 г. е командир на двадесет и пети пехотен полк-гара Пирин. Тогава е член на 7 дивизионна партийна комисия. От 1951 г. е член на партийната комисия при ГЛПУНА. От 1951 г. е член на Главния военен съвет. Бил е началник Организационно-мобилизационното управление на Министерството на народната отбрана (март 1950 – февруари 1953). След това до октомври 1955 г. е началник на тила на българската армия. Между октомври 1955 и август 1956 г. е заместник-началник на Генералния щаб по организационно-мобилизационните въпроси. От 1956 до 1958 г. е началник на тила на българската армия. Първи заместник-началник на Генералния щаб на българската народна армия (1958 – 1959). През 1960 г. завършва Генералщабна академия „Климент Ворошилов“ в Москва. Бил е командир на седма пехотна рилска дивизия. От 18 септември 1959 г. е генерал-лейтенант, а от септември 1969 г. е генерал-полковник. Заместник-председател е на Държавния комитет за планиране (1965 – 1971), където отговаря за отбранителната промишленост. Един от главните инициатори за изграждането на Машиностроителния комбинат „Оптикоелектрон“ в Панагюрище.
В периода 1962 – 1963 г. е председател на спортен клуб ЦСКА (тогава ЦДНА).
От 1974 г. е почетен гражданин на Панагюрище. С указ № 2905 от 4 септември 1984 г. е обявен за герой на социалистическия труд. Носител е на орден „Народна република България“ II ст. (1959) и I ст. (1964, 1974), орден „Народна свобода 1941 – 1944 г.“ II ст., орден „9 септември 1944 г.“ II ст. с мечове, „Георги Димитров“ (1974), „Червено знаме на труда“, орден „За храброст“ и съветския орден „Дружба между народите“. Умира в София на 16 юни 2001 г.
Името на ген. Момеков носи улица в родния му град Панагюрище, където е открита и паметна плоча. Възпоменателна плоча е поставена и на стената на бележитите панагюрци в музея на града.

## Образование
- курс Военно училище в София – януари-септември 1945
- курс Вистрел, СССР – ноември 1947-декември 1948
- Военна академия на Генералния щаб на армията на СССР – юли 1958 – 1960

## Военни звания
- капитан – 9 септември 1944
- генерал-лейтенант – 19 септември 1959
- генерал-полковник – септември 1969